# Анри Кулев
Анри Кулев Андреев е български художник, карикатурист и режисьор.

## Биография
Роден е на 21 юли 1949 г. През 1962 г. завършва средното си образование в София, а висше – през 1974 г. в Държавния институт по кинематография в Москва като художник-постановчик на анимационни филми. Между 1974 и 1993 г. работи в Студия за анимационни филми „София“ като режисьор, художник, аниматор и продуцент. Режисира повече от 70 анимационни, документални и игрални филми и реклами. Прави документални филми за Йълдъз Ибрахимова, Ибрям Хапазов / Иво Папазов – Ибряма, Самир Куртов, за Алжир. Сред другите известни филми на Кулев са комедията по сценарий на Станислав Стратиев – „Врабците през октомври“, анимацията „Парцалът“, филмите „Цахес“ „Госпожа Динозавър“, „Бащата на яйцето“, „Смъртта на заека“.
До юли 2024 е професор по анимационна режисура в Нов български университет.
На 30 ноември 2017 г. е удостоен със званието „Почетен професор на Нов български университет“.
Автор е и на множество карикатури и графики в пресата и многократно излага творбите си в България и чужбина.
Има трима внука: Павел (1997), Максим (2007) и Андреа (2010).
Почетен гражданин на София от 2021 г.

## Филмография
Режисьор
- Меко казано (2022)
- Имало една война (2019) игрален, сц. Влади Киров
- Вятър работа (2017) анимационен, късометражен, сц. Христо Ганев
- Пук (2015) анимационен, пълнометражен, сц. Валери Петров
- Книга на мълчанието (2013) документален, сц. Борис Христов
- Веда Словена (2012) документален, сц. Борис Христов
- Цахес (2011) игрален, сц. Христо Ганев
- Парцалът (2007) анимационен, късометражен, сц. Христо Ганев
- Врабците през октомври (2006) игрален, сц. Станислав Стратиев
- Душевно (2005) документален, сц. Борис Христов
- Сламеният човек (2002) анимационен, сц. Христо Ганев
- Госпожа Динозавър (2002) игрален, сц. Рада Москова
- Дудуна (1996) документален, сц. Борис Христов
- Горгоната (1994) анимационен, късометражен
- Алжирският бряг на Камю (1994) документален, сц. Христо Ганев
- Нежното чудовище (1994) документален, сц. Христо Ганев
- Честна мускетарска (1994) игрален, сц. Валери Петров
- Бащата на яйцето (1991) игрален, сц. Борис Христов
- Как маймуните произлезли от човека (1987) анимационен, късометражен, сц. Стефан Цанев
- Веселякът (1987) анимационен, късометражен, сц. Христо Ганев
- Приказка за пътя (1985) анимационен, късометражен, сц. Стефан Цанев
- Сафари (1984) анимационен, късометражен, сц. Христо Ганев
- Сънувам музика (1983) документален, сц. Борис Христов
- Кой вижда по-надалече (1983) анимационен, късометражен, сц. Стефан Цанев
- Гайда (1982) анимационен, късометражен, сц. Христо Ганев
- Ден като глухарче (1981) анимационен, късометражен, сц. Виктор Самуилов
- Смъртта на заека (1981) сц. Борис Христов
- Гарсониера (1979) анимационен, късометражен, сц. Виктор Самуилов
- Постановка (1978) анимационен, късометражен, сц. Стефан Цанев
- Хипотеза (1976) анимационен, късометражен, сц. Христо Ганев

Продуцент
- Меко казано (2022)
- Имало една война (2019)
- Вятър работа (2017)
- Пук (2015)
- Врабците през октомври (2006)